# Роман, Роберт Ансович
Роберт Ансович Роман (27 июня 1923, Петроград — 6 февраля 1989, Москва) — советский тяжелоатлет, тренер, учёный.
Мастер спорта СССР по тяжёлой атлетике, неоднократный призёр чемпионатов СССР (1948, 1952—1954), член сборной команды СССР (1947—1953), тренер сборной команды СССР (1963—1970), Заслуженный тренер СССР (1966), судья международной категории, Заслуженный работник физической культуры РСФСР (1983), член КПСС.

## Биография
Отец — Анс Ансович Роман, латышский стрелок, репрессирован и расстрелян в 1937 г. Мать — Олимпиада Ивановна Лошакова.
Студент Московского художественно-промышленного училища Роберт Роман в октябре 1941 добровольцем вступил Красную Армию. Участвовал в боевых действиях против Японии в 1945 г. Закончил войну в звании старшины, демобилизован в мае 1947 г.
Во время службы в армии начал заниматься тяжёлой атлетикой.
В 1949 г. окончил Московское художественно-промышленное училище по специальности художник-скульптор, в 1952 г. — Университет марксизма-ленинизма, в 1959 г. — Московский областной педагогический институт. Кандидат педагогических наук (1965), доцент (1975), автор пяти монографий и десятков статей по методике тренировки в тяжелой атлетике. Работы Роберта Романа публиковались в Болгарии, Австрии, США. Книга «Тренировка тяжелоатлета в двоеборье» стала победительницей Всесоюзного конкурса как лучшая спортивная книга 1973—1974 гг. В 1970—1977 и 1980—1984 гг. — составитель ежегодного сборника «Тяжелая атлетика».
Помимо сборной СССР Роберт Роман в разные годы тренировал команды общества «Крылья Советов» и преподавал в МАИ и МГУ им. Ломоносова.
Награждён медалями «За отвагу», «За боевые заслуги», «За победу над Японией».
Похоронен в Москве на Домодедовском кладбище.